# 妙見神社の池
妙見神社の池（みょうけんじんじゃのいけ）は、熊本県阿蘇郡南阿蘇村に位置する湧水である。
地元では「妙見さん」の愛称で親しまれている。池のすぐ近くには「妙見神」が祀られていて、小さな祠がある。
「熊本名水百選」に選ばれている。
毎分1トン湧き出る水は、近隣住民の生活用水や農業用水としても使われている。